# Vogelfutter-Maler

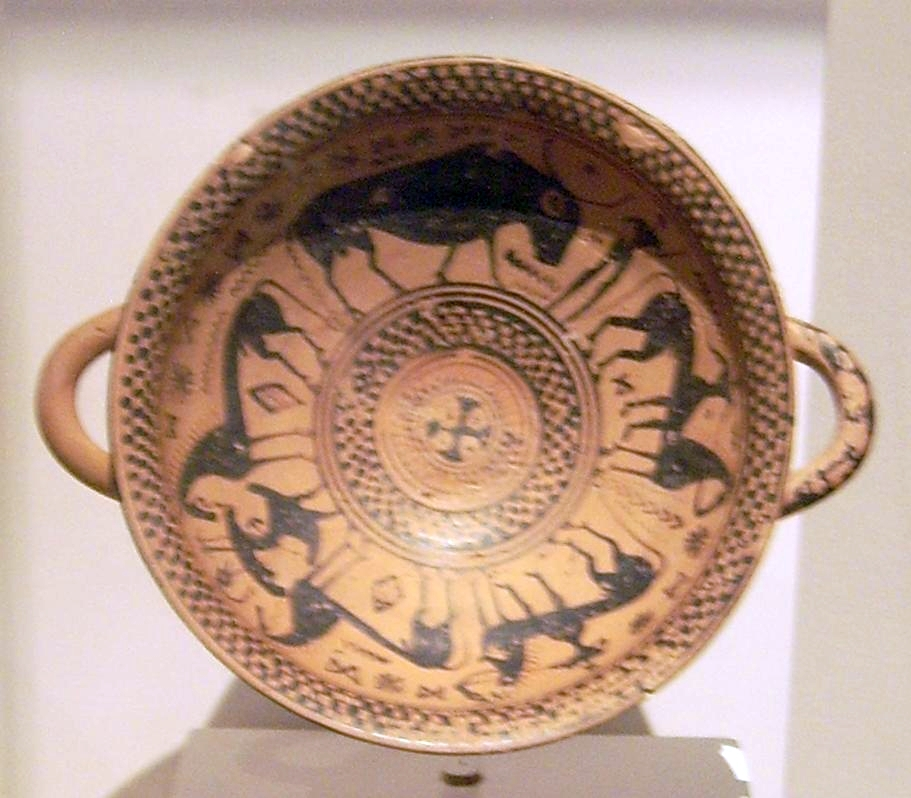
Schüssel-Skyphos des Vogelfutter-Malers, um 735/20 v. Chr.

Der Vogelfutter-Maler war ein mit einem Notnamen bezeichneter attisch-spätgeometrischer Töpfer und Vasenmaler.
Der Vogelfutter-Maler war der Hauptvertreter der Vogelfutter-Werkstatt. Seine Vasenmalerei entwickelte sich aus der frühen Werkstatt von Athen 894 und ist in die Zeit Spätgeometrisch IIa und frühe Spätgeometrische Zeit IIb anzusetzen. Er ist möglicherweise der Erfinder der figürlichen Schalendekoration, die sich an orientalischen Metallschüsseln orientierte. Seinen Notnamen erhielt er aufgrund seiner Darstellung von Vögeln, die durch eine an den Füßen und eine weitere zwischen Schnabel und Rücken des Vordervogels verlaufende Punktkette („Vogelfutter“) verbunden wurden. Er war etwa in der Zeit zwischen 735 und 720 v. Chr. tätig.